# Harold Copp
Douglas Harold Copp, CC, MD, Ph.D., LL.D, FRSC, FRS, kanadski biokemik, zdravnik, akademik in pedagog, * 16. januar 1915, Toronto, Ontario, † 17. marec 1998.
Copp je najbolj znan kot odkritelj in poimenovatelj hormona kalcitonin, ki se ga uporablja pri zdravljenju kostnih bolezni.
Bil je član Kraljeve družbe in Kanadske kraljeve družbe.